# Kosatka
Kosatka [pronunciación en polaco: /kɔˈsatka/] es un pueblo ubicado en el distrito administrativo de Gmina Brąszewice, dentro del condado de Sieradz, Voivodato de Łódź, en el centro de Polonia. Se encuentra a unos 3 kilómetros al suroeste de Brąszewice, a 26 kilómetros al suroeste de Sieradz, y a 79 kilómetros al suroeste de la capital regional Łódź .